# 老亚瑟·麦克阿瑟
老亚瑟·麦克阿瑟 (英語：Arthur MacArthur Sr., 1815年1月26日—1896年8月26日)是一位苏格兰裔美国律师，法官，政治家。曾经1856年担任了四天威斯康辛州州长，后由于卷入选举舞弊而下台。

## 生平
1815年出生在英国格拉斯哥，父亲是苏格兰高地贵族后裔。在他出生七天后过世，母亲再嫁。后1828年举家搬迁到美国马萨诸塞州阿克斯布里奇。曾经短暂在康涅狄格州维思大学念书，后由于1837年恐慌帮助家庭渡过难关而辍学。曾经在波士顿和纽约担任法律文员。後在紐約攻讀法律，1840年在紐約當律師:2。參加馬薩諸塞州民兵部隊，為上尉，在馬薩諸塞州西軍區任軍法官:2。1845年6月2日，小亞瑟·麥克阿瑟誕生:2。1845年在纽约城开办自己的法律事务所，1849年最终在密尔沃基定居。作為密爾沃基檢查官，1855年經美國民主黨選為威斯康辛州副州長:2。1857年當選為第二巡迴司法區法官:3。美國總統尤利西斯·辛普森·格蘭特召見老亞瑟·麥克阿瑟，派他為華盛頓哥倫比亞特區最高法院副大法官，到1888年退休:3。1896年8月24日，死於大西洋城大道上:4。

## 家庭
儿子小亚瑟·麦克阿瑟是一位美国陆军将领。孙子道格拉斯·麦克阿瑟是美国五星上将。